# Ulrich Lauf
Ulrich Lauf (* 1950) ist ein deutscher Verwaltungsbeamter und Sachbuch-Autor.

## Leben
Ulrich Lauf ist aufgewachsen in Recklinghausen und besuchte dort die katholische Maristenschule, anschließend absolvierte er bei der damaligen Ruhrknappschaft eine Lehre und eine weitere Ausbildung. Er besuchte die Bundesakademie für öffentliche Verwaltung in Bonn. Lauf ist diplomierter Verwaltungswirt und Verwaltungsdirektor bei der Deutschen Rentenversicherung Knappschaft-Bahn-See in Bochum.
Von 2007 bis 2009 war Lauf tätig im Wissenschaftlichen Beirat des Forschungsprojekts „Vergangenheit und Zukunft sozialer Sicherungssysteme am Beispiel der Bundesknappschaft und ihrer Nachfolger“, das unter Leitung des Deutschen Bergbau-Museums fünf wissenschaftliche Einrichtungen verband. Die Sonder-Ausstellung „Auf breiten Schulter – 750 Jahre Knappschaft“ des Deutschen Bergbau-Museums (2010/11) geht u. a. auf seine Anregung zurück.
Lauf beschäftigt sich in seinen Arbeiten überwiegend mit Themen zur Geschichte des Knappschaftswesens.

## Veröffentlichungen (Auswahl)
- Die Krankenversicherung der Bergleute, Asgard-Verlag, Sankt Augustin 1980, 4. Auflage 1992.
- Die Knappschaft. Ein Streifzug durch tausend Jahre Sozialgeschichte, Asgard-Verlag, Sankt Augustin 1994.
- Die Kranken- und Pflegeversicherung der Bergleute, Asgard-Verlag, Sankt Augustin 1995 (5., völlig überarbeitete Auflage).
- Knappschaft und Sozialreformen. Historische Betrachtungen aus fünfzehn Jahren, Asgard-Verlag, Sankt Augustin 2000.
- Die Goslarer Bruderschaft der Bergleute von 1260. Eine Annäherung. In: Harz-Zeitschrift 54./55. Jg. 2002/2003, S. ?-?.
- Frühe Sozialeinrichtungen im Bergbau Goslars und ihre Spitäler. In: Wolfgang Ingenhaeff, Johann Bair (Hrsg.): Bergvolk und Medizin, 3. Internationales Bergbausymposium Schwaz 2004, Tagungsband. Berenkamp Verlag, Innsbruck 2004, S. ?-?.
- Die Krankenhäuser der deutschen Knappschaftsvereine im 19. und 20. Jahrhundert, Bochum 2005. Hrsg. Deutsche Rentenversicherung Knappschaft-Bahn-See (PDF, archivierte Webseite, abgerufen am 30. Oktober 2021).
- Die Reform der Knappschaftsversicherung im Dritten Reich. In: Marc von Miquel (Hrsg.): Sozialversicherung in Diktatur und Demokratie. Marc von Miquel, Klartext Verlag, Essen 2007, S. ?-?.
- Religiöse Bezüge im historischen Knappschaftswesen. In:  Wolfgang Ingenhaeff, Johann Bair (Hrsg.): Bergbau und Religion, 6. Montanhistorischer Kongress Schwaz 2007, Tagungsband. Berenkamp Verlag, Innsbruck 2008, S. ?-?.
- Der Allgemeine Knappschaftsverein zu Bochum (1890–1923). Mythos und Wirklichkeit, Deutsches Bergbau-Museum, Bochum 2009.
- Die Rentenversorgung der Arbeiterinvaliden im Ruhrbergbau um die Wende vom 19. zum 20. Jahrhundert. In: Bergbau und Alltag, 7. Internationaler Montanhistorischer Kongress Hall in Tirol 2008, Tagungsband, Hrsg.: Wolfgang Ingenhaeff / Johann Bair, Berenkamp Verlag, Innsbruck 2009, S. ?-?.
- Die Bundesknappschaft 1969-2005. In: Der Anschnitt. Zeitschrift für Kunst und Kultur im Bergbau Heft 5–6, 2010, S. 251–260.
- Das sächsische Knappschaftswesen. Zur Geschichte. 750 Jahre Knappschaft – Soziale Verantwortung zu jeder Zeit, Bochum 2011. Hrsg. Deutsche Rentenversicherung Knappschaft-Bahn-See, Redaktion: Holger Zürch[2][3]